# Matt Wachter
Matthew "Matt" Wachter, född 5 januari 1976 i Pottsville i Pennsylvania, är en amerikansk basist. Han är medlem i bandet Angels and Airwaves sedan april 2007 då han ersatte basisten Ryan Sinn. Tidigare var han basist i 30 Seconds to Mars.